# Karangdowo (Sumberejo)
Karangdowo is een bestuurslaag in het regentschap Bojonegoro van de provincie Oost-Java, Indonesië. Karangdowo telt 2672 inwoners (volkstelling 2010).